# David del Río
David Del Río (29 de septiembre de 1987) es un actor estadounidense, más conocido por su papel en la serie de Nickelodeon, The Troop.
Se graduó de la World School of the Arts en Miami, Florida en 2006, y después se graduó en el Conservatorio de Nueva York de Arte Dramático, la Escuela de Cine y Televisión. Recientemente interpreta el papel de Sonny en el musical de Broadway, In the Heights en sustitución de Robin de Jesús, debido a una lesión.

## Filmografía
| Año       | Título                            | Rol             | Notas                                              |
| --------- | --------------------------------- | --------------- | -------------------------------------------------- |
| 2008      | Law & Order: Special Victims Unit | Freddie Ramírez | Serie de televisión 1 episodio "closet"            |
| 2009—2011 | The Troop                         | Felix Garcia    | Rol Protagónico, serie de TV Nickelodeon           |
| 2011      | Southland                         | Martin Estrada  | Estrella invitada, Serie de televisión 1 episodio  |
| 2011      | CSI: Crime Scene Investigation    | Matthew Lápaz   | Serie de televisión 1 episodio, estrella invitada  |
| 2011      | Geek Charming                     | Ari             | personaje principal, película de TV Disney Channel |
| 2012      | NCIS: Los Angeles                 | Clay Everhurst  | estrella invitada, 1 episodio, serie de TV         |
| 2012      | Pitch Perfect                     | Kolio           | personaje secundario, película                     |
| 2013      | Dead Drop                         | Ozzy            | personaje principal, película                      |
| 2015      | Spare Parts (película)            | Cristian Arcega | personaje principal, película                      |